# 田中沙朋
田中 沙朋（たなか さほ、1994年10月21日 ‐ ）は、フリーアナウンサー。ニチエンプロダクション所属。
東京都出身。立教大学法学部卒業。テレビ朝日アスク出身。

## 略歴
- 2017年4月、テレビユー福島に入社。
- 2017年5月23日、昼のニュースでアナウンサーデビュー[4]。
- 2018年10月、『げっきんチェック』のサブMCとなり、天気予報のほか、水曜日コーナー 「今週のパン」、金曜日コーナー「グッジョブふくしま」を担当。
- 2019年9月、リニューアルした『げっきんチェック』で杉浦祐治とともにメインMCを担当。
- 2021年4月、『Nスタふくしま』で木・金曜日のキャスターを担当。
- 2021年9月、テレビユー福島を退社[5]。

## 人物
- 趣味：温泉・フィギュアスケート[2]。
- 特技：ピアノ。
- パンシェルジュ検定プロフェッショナル2級を取得したことをテレビユー福島のInstagramで報告している[6]。

## 出演番組
- Nスタふくしま（2017年5月 ‐ 2018年9月）レポーター・週末お出かけ情報コーナー（不定期）、（2021年4月 - 9月）木・金曜担当 キャスター
- DO!エイト・ユアセルフ（2017年12月 ‐ 2018年9月）MC
- げっきんチェック（2018年10月1日 ‐ 2019年9月27日）サブMC、（2019年9月30日 ‐ 2021年3月26日）メインMC
- TUFニュース（不定期）

## 新聞連載
- テレビユー福島TUF情報（2018年3月9日、8月17日、10月12日、2019年5月24日、2020年4月1日、9月9日、毎日新聞（地方版・福島））